# Placidochromis pallidus
Placidochromis pallidus är en fiskart som beskrevs av Mark Hanssens 2004. Placidochromis pallidus ingår i släktet Placidochromis och familjen Cichlidae. Arten är endemisk för Malawisjön på gränsen mellan Malawi, Moçambique och Tanzania. Inga underarter finns listade i Catalogue of Life.